# 掌子沟乡
掌子沟乡，是中华人民共和国甘肃省临夏回族自治州临夏县下辖的一个乡镇级行政单位。

## 行政区划
掌子沟乡下辖以下地区：
曹家坡村、王家湾村、中光村、尕巴山村、达沙村、白土窑村和关巴村。